# 鏽
鏽通常指金屬（包含合金）表面所產生的氧化物，这种金属的氧化反应称之为生锈，常見的有：鐵鏽、銅鏽和鋁鏽等等。
但未必所有金屬的氧化物都稱為「鏽」。簡單來說，常見的金屬才會用「鏽」來指示其氧化物。另外，同一種金屬的氧化物可能不只一種，所以例如同樣叫作鐵鏽，但可以是三氧化二鐵、氫氧化鐵或其混合物等等。